# Silluvia kabaki
Silluvia kabaki är en skalbaggsart som beskrevs av Frolov 2002. Silluvia kabaki ingår i släktet Silluvia och familjen Aegialiidae. Inga underarter finns listade i Catalogue of Life.